# اندیس کرومیت گدانگ۲
کرومیت گدانگ۲ یک اندیس فلزی است که در حوالی شهر فنوج استان سیستان و بلوچستان قرار دارد و مادهٔ معدنی موجود در آن، کرومیت است.سنگ میزبان این اندیس پریدوتیت تکتونیزه است و دیرینگی آن به دوران کرتاسه بالایی می‌رسد. 